# 東日本大震災に対する北アメリカの対応
東日本大震災に対する北アメリカの対応（ひがしにほんだいしんさいにたいするきたアメリカのたいおう）では、東北地方太平洋沖地震 (東日本大震災)に対する北アメリカの対応について記述する。

## アメリカ合衆国
アメリカ合衆国：

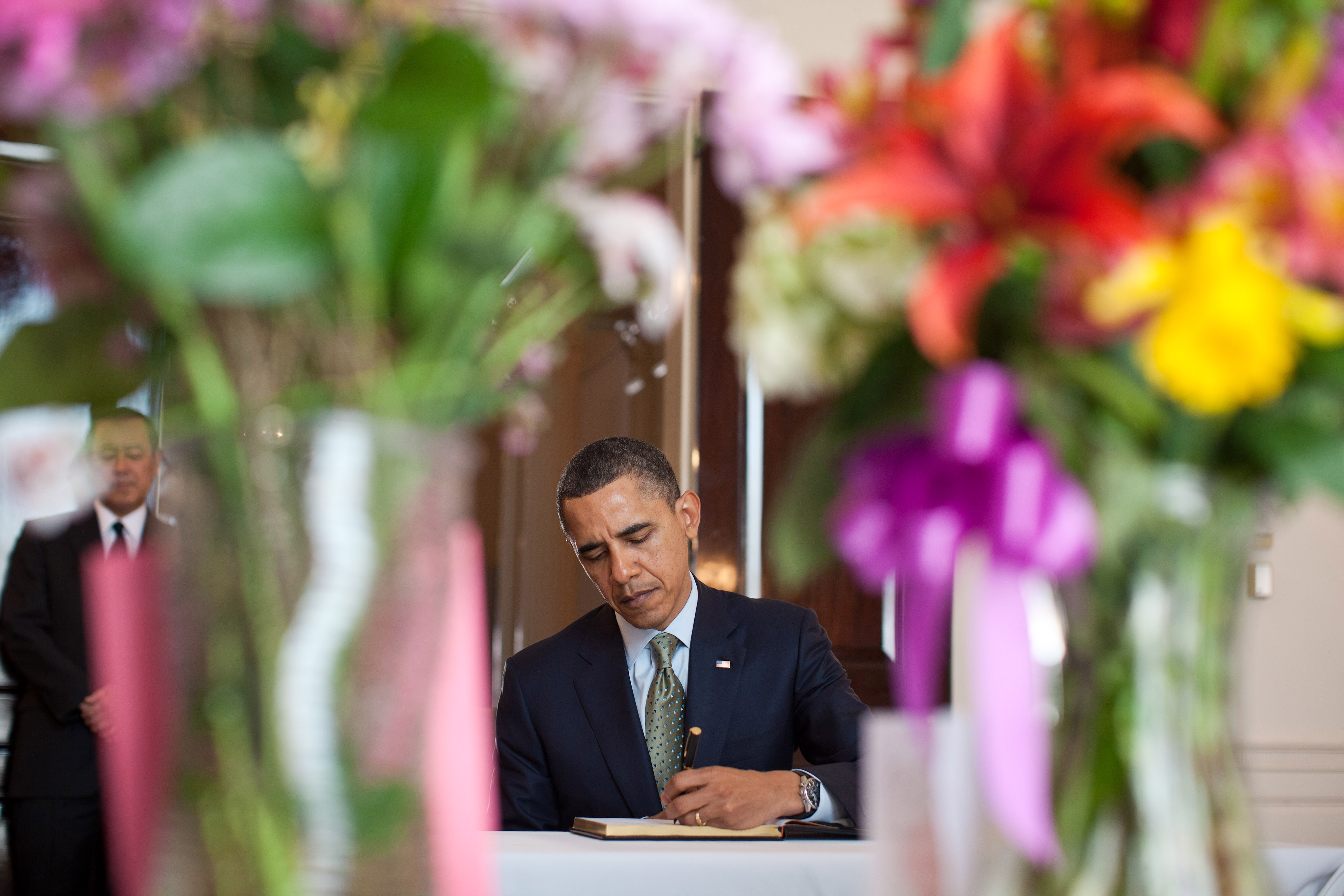
2011年3月17日、在アメリカ合衆国日本国大使館にて弔意を表し記帳するアメリカ合衆国大統領バラク・オバマ（中央）

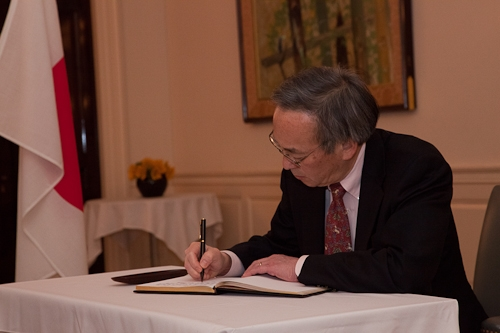
2011年3月25日、在アメリカ合衆国日本国大使館にて弔意を表し記帳するアメリカ合衆国エネルギー長官スティーブン・チュー

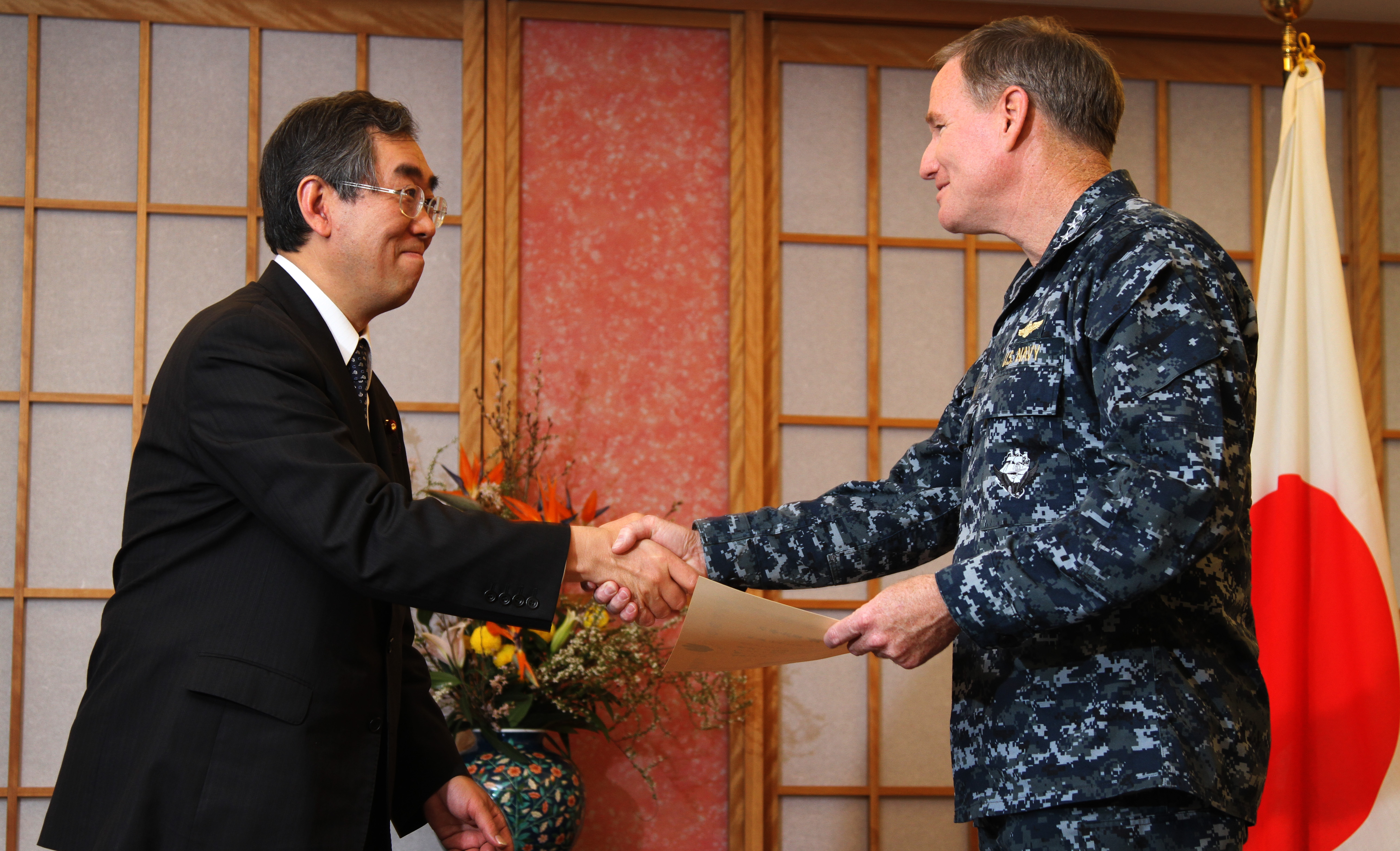
2011年4月11日、トモダチ作戦を展開するアメリカ合衆国海軍太平洋艦隊司令官パトリック・ウォルシュ（右）に謝意を伝える外務大臣松本剛明（左）

- アメリカ赤十字社を始めとする民間団体から160億円に上る義援金が寄せられている[1]。
- 最終的に東日本大震災のアメリカ合衆国からの義援金は、3年後には約730億円に[2]、5年後には約750億円に達した[3]と推計されている。この数字は他の先進国で発生した自然災害に対する米国からの民間支援として過去最高額であり、米国民による海外の災害に対する寄付としては3番目の金額である[2]。
- メジャーリーグベースボール (MLB) およびメジャーリーグベースボール選手会 (MLBPA) が併せて50万ドルを、日本の地震と津波の被害に対する義捐金として国際連合児童基金 (UNICEF) に寄付すると発表した。また、MLBの「Japan Relief」特設ページで寄付も受け付けている[4]。
- アメリカ合衆国市民権・移民局（英語版） (USCIS) が、災害の影響で日本に帰れない旅行者の滞在期間を延長したり、アメリカ市民またはアメリカ永住者を親族に持つ日本人の移民申請を迅速に処理する等の特別移民援助措置を発表した[5]。
- 自身もハワイで育ち、日本人との友情や個人的な関係があるバラク・オバマ大統領は地震に対して「心が痛む」「いかなる必要な支援も提供する」と述べた[6]。また、現地時間の2011年3月17日には就任以来初めて日本大使館を訪れ、「日本は必ず復興し、これまで以上に強くなるだろう」と励ました[7][8]。
- ヒラリー・クリントン長官は松本剛明外相と電話会談し、お見舞いの言葉を述べた上で、「米国として日本に対する可能なあらゆる支援を行う用意がある。今後とも双方の関係当局同士で緊密に連絡を取り合っていきたい」と伝えた[9]。
- アメリカ合衆国原子力規制委員会 (NRC) は、福島第一原子力発電所事故を受け、「原子力専門家2人を日本に派遣した」と発表した[10][11]。
- AT&T社とベライゾン・コミュニケーションズ社が、それぞれ日本への通話やテキストメールのサービスを2011年3月11日まで遡って期間限定で無料提供し、テキストメールによるアメリカ赤十字社等への募金も受け付けると発表した[12]。
- コックス・コミュニケーションズ社（英語版）が日本への通話サービスを2011年3月11日まで遡って期間限定で無料提供し、さらに地域によってはケーブルテレビ・サービスを通してテレビジャパンも無料提供すると発表した[13]。
- 津波で宮城県亘理郡山元町からカナダまで流された、ハーレーダビッドソンが発見されたことについて、会社は無償で修理し、所有者まで届ける旨を伝えた[14]。その後持ち主の意向により、現状のままウィスコンシン州ミルウォーキーにあるハーレー博物館での展示が決定した[15]。
- NBAプレイヤーのデリック・ローズは自身が試合で1点決めるにつき1,000ドルというルールをつけ、自身が決めた点数分東北に寄付をした。その他にも、ラッセル・ウェストブルックやジャベール・マギーなどのプレイヤーもローズと同じルールで寄付をした。

### トモダチ作戦

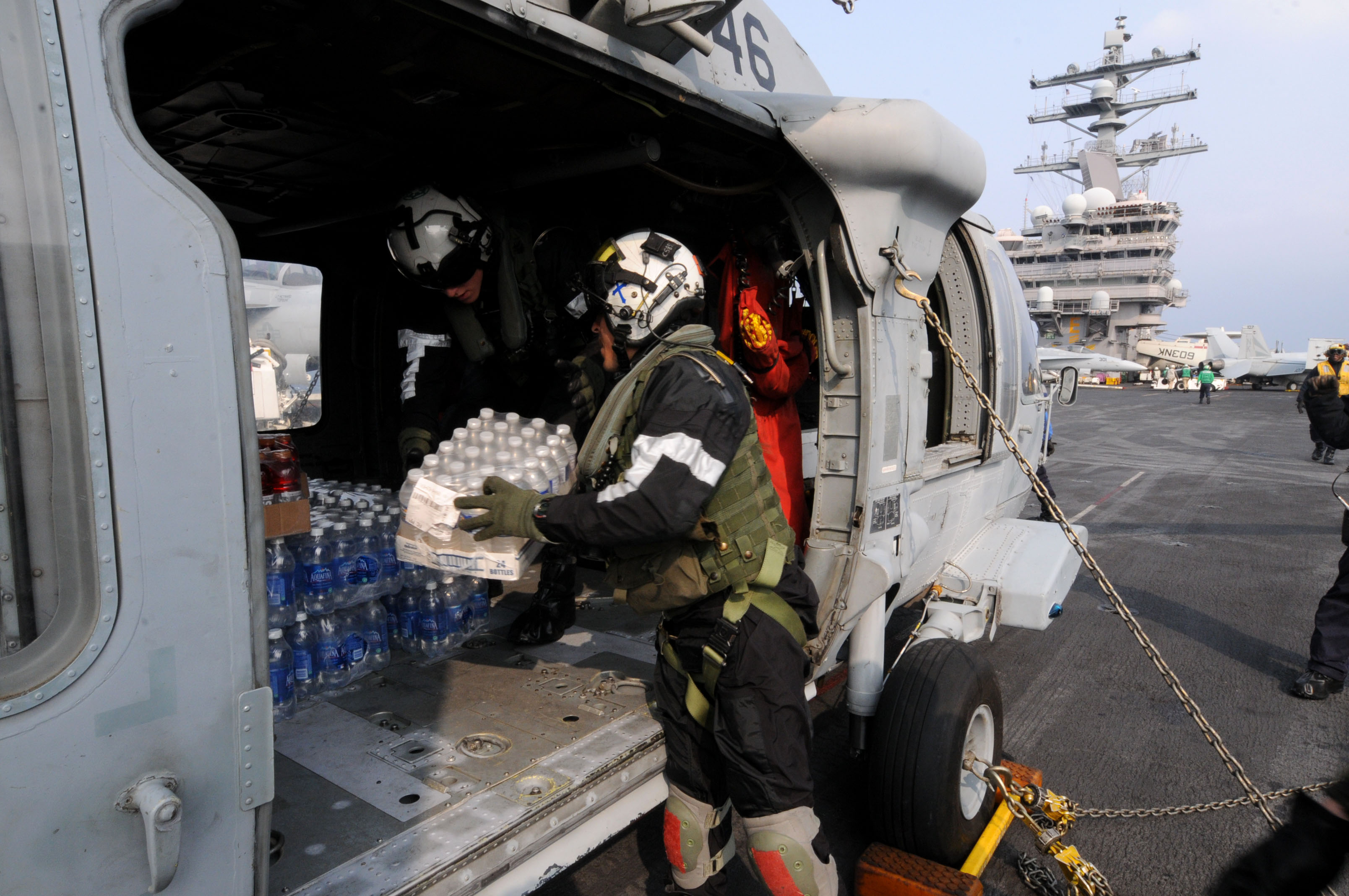
トモダチ作戦で原子力空母「ロナルド・レーガン」にて被災者のために物資を輸送している兵士

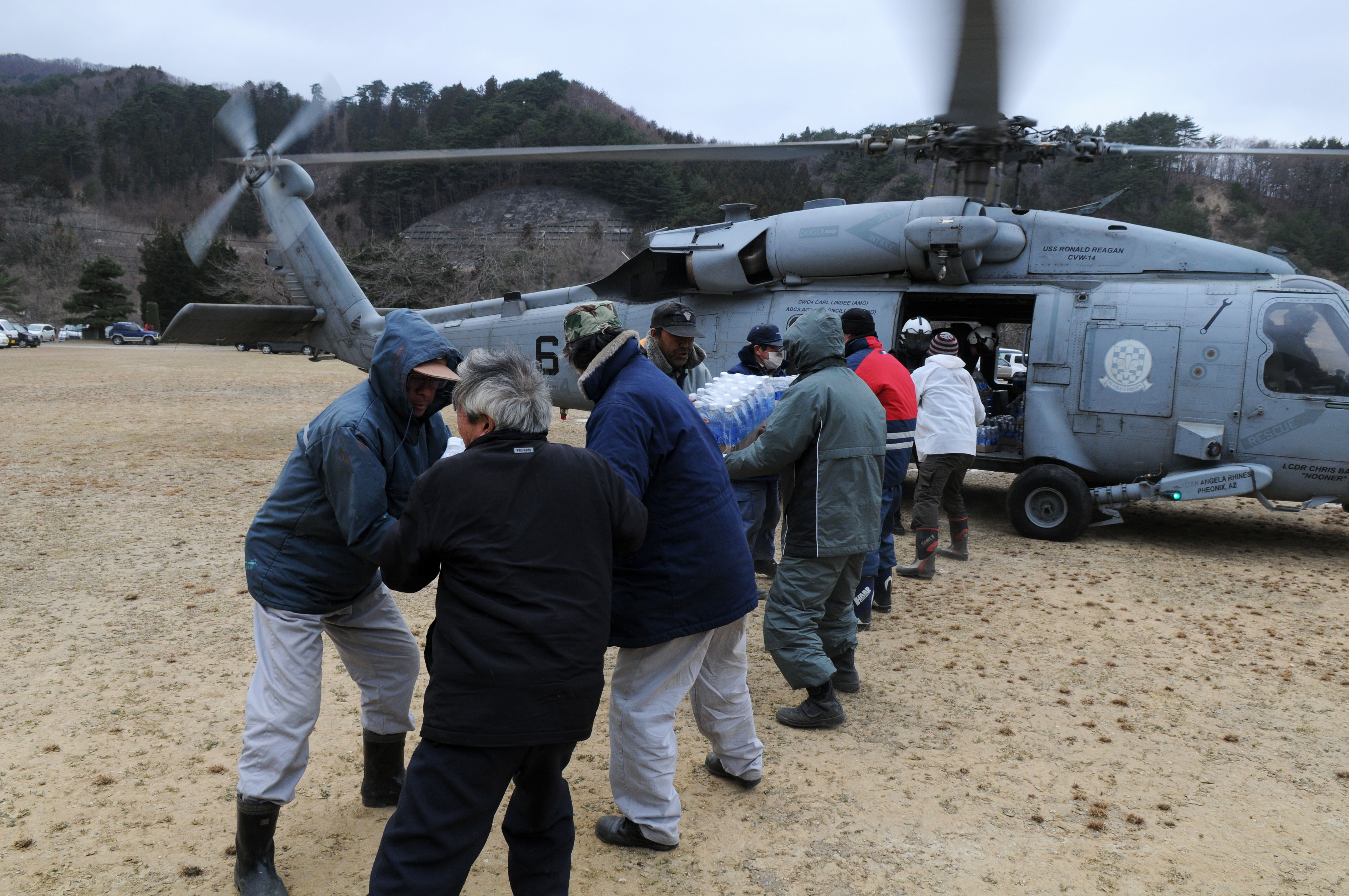
被災者に人道物資を届けるアメリカ海軍航空隊（2011年3月15日）

- 在日米軍横田基地は、成田国際空港に着陸予定だった10機以上の民間機を受け入れた。在沖縄海兵隊も支援態勢を整えた。ロバート・ゲーツ国防長官は在日米軍について「全ての部隊に異常はなく、艦船や施設も極めて良好な状態だ」と、大きな被害は受けていないとの見方を示した[16]。アメリカ合衆国国際開発庁 (USAID) は11日、日本政府の要請に応じ、約150人からなる2つの救援隊の派遣を発表。救援用資機材約150トン分と救助犬十数頭が出発した[17]。
- アメリカ軍は日本政府の要請に備え、複数の艦船を被災地周辺に向かわせた[18]。
- ジョン・ルース駐日大使は12日夜、都内で会見し、改めて日本を支援することを表明。「日本と協力して災害支援に対応できるよう、アメリカはすぐに救援隊を派遣した」と述べ、三陸沖の海域に原子力空母「ロナルド・レーガン」「ジョージ・ワシントン」[19]を始めとする艦艇を派遣し、活動を始めることを明らかにした[20]。
- アメリカ軍は自衛隊の北部方面隊への人員約900人と車両約250両の輸送支援も検討している[21]。
- CNNの報道によれば、アメリカ軍による日本に対する救援・支援作戦には「オペレーション・トモダチ」（Operation Tomodachi, 日本語に訳せば「友達作戦」）という名称が付けられている[22]。同空母は13日午後仙台沖に到着し、海上自衛隊と共に陸上への物資補給を開始した。
- 在日米軍厚木基地所属のヘリコプターが孤立した被災者の救助作戦を開始した[23]。
- アメリカ国防総省や米メディアによると、駆逐艦マッキャンベルなど2隻も既に房総半島沖に到着しており、宮城県沖に移動して海上での捜索活動や陸上の復旧作業の支援などにあたる。また、第7艦隊旗艦ブルー・リッジ、強襲揚陸艦エセックス、揚陸艦トーテュガなどが小型艇や大型ヘリコプター、支援物資などを積み込み、被災地沖に向かった[24]。
- 3月14日、原子力空母ロナルド・レーガンに搭載のヘリコプターの要員17人が仙台市近くで救助活動を行った際に、福島第一原子力発電所事故の影響か、被曝したことが分かった。これを受け、アメリカ海軍は空母と展開中の艦船を福島第一原子力発電所の風下から離脱中である[25]。
- 3月17日、沖縄県の地方紙「琉球新報」は、在日米軍は一連の支援作戦で普天間飛行場の存在意義をアピールしているとして、それを不謹慎とする声が挙がっていると報じると同時に、基地は日本本土に有った方がより迅速な救援活動が行えたはずだ、などとする報道を行った[26]。一方で米軍側は、今回の震災に対する救援活動で普天間基地の重要性が証明されたと公式サイト上で強調した[27]。

## カナダ
カナダ：
- スティーヴン・ハーパー首相は「今回の地震で被害を受けた日本の皆さんに哀悼の意を表する。カナダ政府として必要に応じて支援をしたい」と発表した[28]。
  - カナダ政府からの支援物資として、17日にはカナダ政府より約2万5000枚の毛布が[29]、4月6日には放射線サーベイメータ及び線量計が提供された[30]。
- 現地の学生や日本人留学生がそれぞれFacebook等で支援協力や募金活動を呼びかける一方で、大手通信会社Cox Communications（英語版）では日本への通話を無料にし、通常は有料ケーブルテレビ・サービスであるテレビジャパンを期間限定で無料提供するなど、それぞれの立場での支援活動を行った[28]。
- 第二次世界大戦における最後のカナダ人戦死者であるロバート・ハンプトン・グレー（英語版）大尉は、被害の大きかった女川湾で死亡したことから定期的に慰霊祭が行われている縁があり、カナダ海軍の退役軍人団体から義援金が寄せられた[31]。